# Johan Lefstad
Johan Peter Lefstad (* 1870; † 1948) war ein norwegischer Eiskunstläufer, der im Einzellauf startete.
Der siebenfache norwegische Meister im Eiskunstlaufen (1894–1897, 1899–1900, 1904) gewann bei der Weltmeisterschaft 1897 in Stockholm die Bronzemedaille hinter Gustav Hügel und Ulrich Salchow. Damit ist er bis heute der einzige Norweger, der bei Weltmeisterschaften in der Einzelkonkurrenz der Herren eine Medaille erringen konnte. Ein Jahr später wurde er im heimischen Trondheim Vize-Europameister hinter Salchow.
Lefstads Vater besaß eine Werkstatt in Bakklandet, Trondheim. Somit hatte Lefstad Zugang zu Werkzeugen, die für die Herstellung von Schlittschuhen benötigt wurden. 1892 gründete er seine eigene Firma und betätigte sich neben der Reparatur und dem Verkauf von Fahrrädern mit der Herstellung von Schlittschuhen. Später spezialisierte er sich auf die Herstellung von Fahrrädern.

## Ergebnisse
| Wettbewerb / Jahr           | 1893 | 1894 | 1895 | 1896 | 1897 | 1898 | 1899 | 1900 | 1904 |
| --------------------------- | ---- | ---- | ---- | ---- | ---- | ---- | ---- | ---- | ---- |
| Weltmeisterschaften         |      |      |      |      | 3.   |      |      |      |      |
| Europameisterschaften       | 8.   |      |      |      |      | 2.   |      | 4.   |      |
| Norwegische Meisterschaften |      | 1.   | 1.   | 1.   | 1.   |      | 1.   | 1.   | 1.   |